# Бурлуцкий, Юрий Иванович
Ю́рий Ива́нович Бурлу́цкий (р. 17 февраля 1937) — российский политический деятель.
Депутат Государственной думы второго (1995—1999) и третьего созывов (1999—2003), член фракции КПРФ. Первый секретарь Ставропольского краевого комитета КПРФ (с 1994).

## Биография
Родился 17 февраля 1937 года в селе Петровском Ставропольского края в семье колхозников.
В 1957 году окончил Ростовский автодорожный техникум, начал работать механиком дорожно-мостостроительного района Управления дальневосточных дорог в городе Уссурийске Приморского края. В 1959—1960 годах работал преподавателем в автоклубе ДОСААФ в городе Светлограде.
В 1965 году окончил Пятигорский государственный педагогический институт иностранных языков, затем работал переводчиком с немецкими специалистами на Прикаспийском горнометаллургическом комбинате в городе Шевченко Гурьевской области. В 1967 году вернулся в Ставропольский край, работал на различных должностях в Новоалександровском районном комитете КПСС, краевом комитете КПСС, первым секретарём Георгиевского городского комитета, начальником политотдела краевого управления внутренних дел. В 1976 году с отличием окончил Высшую партийную школу при ЦК КПСС (заочно).
Член КПСС с 1961 по август 1991 года. С 1977 года избирался депутатом Георгиевского, Ставропольского городских и краевого Совета народных депутатов. В 1990—1994 годах был заместителем председателя краевого Совета народных депутатов.
В 1990-х годах перешёл в оппозицию к новой власти. Делегат XXVIII съезда КПСС, I съезда КП РСФСР. Делегат II и III съездов, I—III всероссийских конференций КПРФ. В сентябре 1993 года в обращении к жителям края по краевому радио выступил против действий президента Ельцина, назвав их антиконституционными и обвинив его в насильственной ликвидации съезда народных депутатов и противозаконном захвате власти. В 1994 году возглавил краевую организацию КПРФ и народно-патриотическое движение Ставрополья. С августа 1996 года — член координационного совета НПСР.
Дважды избирался в Государственную думу. В 1995 году избран депутатом Государственной Думы второго созыва по общефедеральному округу. Вошёл в состав фракции КПРФ. Был членом Комитета по делам Федерации и региональной политике. С 21 февраля 1996 года — член Мандатной комиссии. Был секретарём депутатской группы «Юг России», членом депутатских групп «Граница», «Зубр» (за союз Украины, Белоруссии и России), «АнтиНАТО». В 1999 году избран депутатом Государственной Думы третьего созыва по общефедеральному округу. Вошёл в состав фракции КПРФ.
Женат, две дочери.

## Награды
- Награждён двумя орденами «Знак почёта» и двумя медалями.